# Daruvár (Horvátország)
Daruvár (horvátul: Daruvar, németül: Daruwar, csehül: Daruvar, latinul: Aqua Balissae) város és község Horvátországban, Belovár-Bilogora megyében. A horvátországi cseh nemzeti kisebbség politikai és kulturális központja, mely több mint kétezer éves balneológiai és borászati hagyományokkal rendelkezik.

## A község települései
A községhez Daruváron kívül Daruvarski Vinogradi, Doljani, Donji Daruvar, Gornji Daruvar, Lipovac Majur, Ljudevit Selo, Markovac és Vrbovac falvak tartoznak.

## Fekvése
Belovártól légvonalban 45, közúton 53 km-re délkeletre, Verőcétől légvonalban 29, közúton 47 km-re délnyugatra, Nyugat-Szlavóniában, a Papuk-hegység lábánál, a Toplica-folyó mentén fekszik.

## Nevének eredete
Neve a magyar daru (madár) és vár szavak összetétele. Nevét gróf Jankovics Antal adta, aki 1745-ben vásárolta meg a birtokot.

## Története
Az itt talált kőbalta tanúsítja, hogy Daruvár területe már az őskorban is lakott volt. A római uralom előtt az itteni őslakosok a pannonok egyik törzse a jasik voltak, akik 9-ben az illír felkelés leverése után lettek végleg a rómaiak alattvalói. 37-50 °C-os radioaktív gyógyvizét már a rómaiak is ismerték, akik „Aqua Balissae” néven üdülőtelepülést alapítottak itt. Erre a korra emlékeztet az az előkerült három téglasír, melyet mozaiktöredékek, faliképek borítanak. Várossá fejlődése 124-ben Hadrianus császár idejében történt, amikor municipiumi (Municipium Iasorum) rangot kapott. A városhoz tartozó terület a Szávától a Dráváig, mintegy 50 km sugarú körben terjedt ki. Gazdasági fejlődéséhez a gyógyvíz mellett valószínűleg nagyban hozzájárult a város kedvező fekvése. Itt haladt át a Sisciából Mursára, a Salonáról Aquincumra és a Sirmiumból Poetoviora vezető kereskedelmi út is. A fennmaradt források szerint falai között több császár, köztük Hadrianus, Marcus Aurelius, Commodus, Septimus Severus és Nagy Constantinus is megfordult. A város fórumát a császárok bronzszobrai és több templom díszítették. A fürdő mellett egy Silvanusnak szentelt templom állt. Valószínűleg egy kisebb amfiteátrum is állt a városban. A leghíresebb itteni ókori régészeti lelet egy harangalakú üveghálós, fonaldíszes (vasa diatreta) borospohár, melyet ma a bécsi Kunsthistorisches múzeumban őriznek.
A 11. századtól ez a terület a zágrábi püspökséghez és közigazgatásilag Kőrös vármegyéhez tartozott. A gyógyforrások felett a 15. század második felében a Nelipić család felépítette Kővár (Kuwar) várát. A vár alatti Daruvári-medencében négy vásáros hely alakult ki, Toplica (magyar nevén Hévíz), Četvrtkovac (magyarul Csütörtökhely), Dimičkovina (magyarul Dimickföld) és Podborje (magyarul Hévízkővár) a maga Szent László király tiszteletére szentelt ferences kolostorával. Toplica, Četvrtkovac és Podborje a Nelipić családé, Dimičkovina pedig a Kastelanović családé volt. A középkori Toplica település Szűz Mária egyházát 1334-ben a Zágrábi egyházmegye tizedjegyzéke említi először „Item beate virginis de Thoiplica” alakban. A középkorban bencés apátság volt itt, melynek falfestményekkel díszített hatalmas falmaradványait 1777-ben említik. A források gyógyító ereje a középkorban is ismert volt, különösen a nőgyógyászati betegségekre volt hatásos.

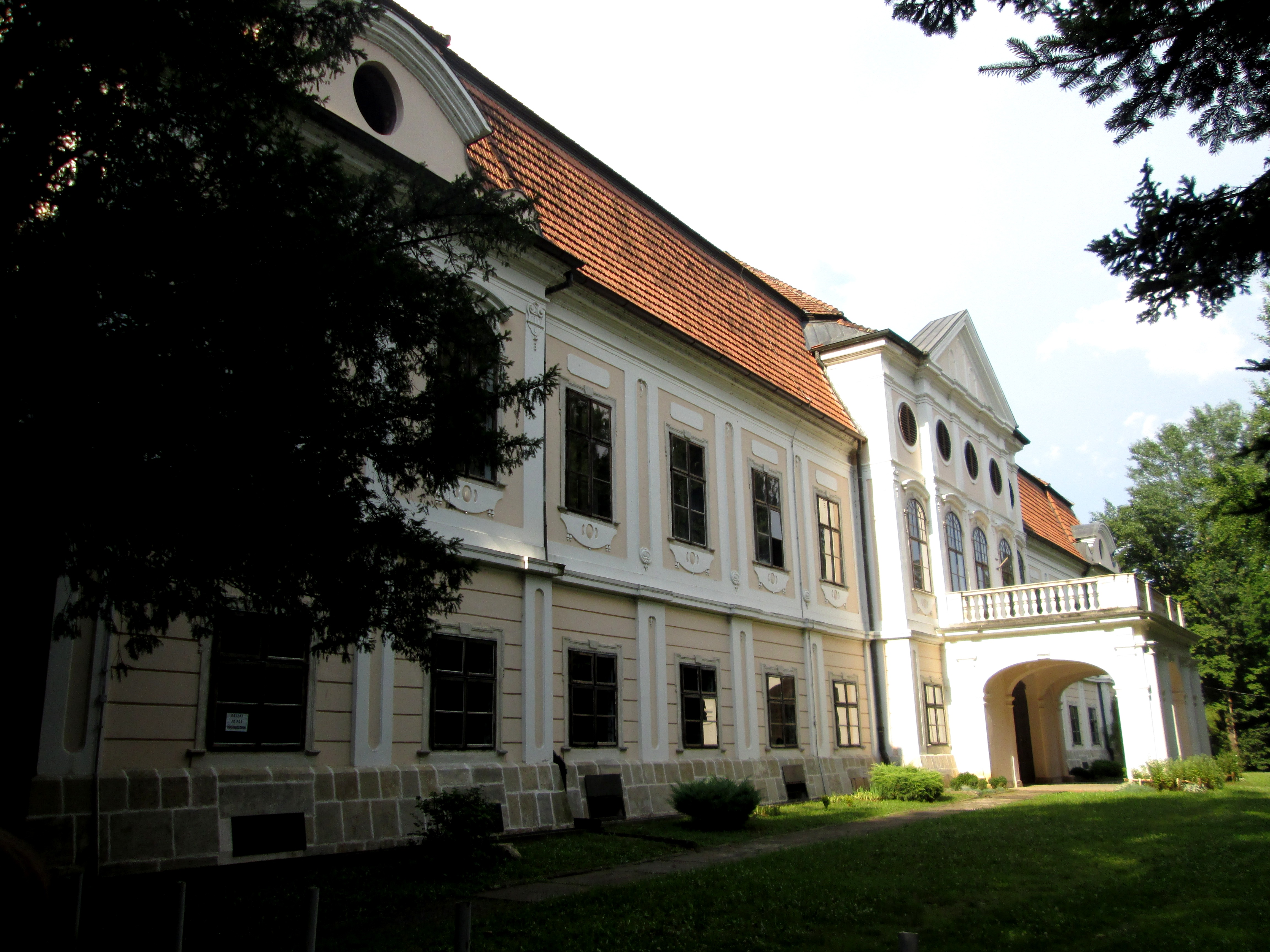
A Jankovics-kastély.

A virágzó települések fejlődését a török hódítás törte derékba. A lakosság elvándorlása már a 15. században megkezdődött, majd 1543-tól a teljesen kicserélődött. A podborjei ferences kolostort a török erődítménnyé építette át. Az addig zömében katolikus városba nagyszámú szerb ortodox érkezett. A török kiűzése után a határőrvidék települése lett, 1699-ben a bécsi kamara igazgatása alá került, majd 1745-ben a podborjei uradalmat Szirccsel és Pakráccal együtt gróf Jankovics Antal vásárolta meg. Ő változtatta meg a település nevét Daruvárra, de a helyi lakosság körében a régi horvát név is használatban maradt egészen a 20. század közepéig. A település további fejlődése a Jankovicsoknak köszönhető. 1771-ben a család egy nagyméretű kastély építésébe kezdett, később ekörül alakult ki a város központja. Horvátországi, csehországi és magyarországi birtokaikról az itteni földek megműveléséhez földműveseket telepítettek, de jöttek főként Németországból kézművesek, kereskedők is. Gyógyfürdőjét is a Jankovicsok kezdték kiépíteni a 18. században. Elsőnek 1772-ben az Antal fürdő épült meg a római maradványok alapjain, majd 1810 és 1818 között felépült a János fürdő is.
Jankovics Gyula gróf bőkezű mecénása volt az illír mozgalomnak és számos horvát intézményt alapított. Támogatta a Horvát Tudományos Akadémiát, a Nemzeti Múzeumot, több humanitárius és művelődési alapítványt hozott létre, de támogatta a vármegye oktatását és egészségügyét is. 1821-ben a településnek 42 háza volt 263 lakossal, közülük 163 katolikus, 80 görögkeleti, 20 zsidó vallású volt. Utóbbiak főként Nyugat-Magyarországról érkeztek. 1860-ban már saját egyházközségük volt, ekkor építették a zsinagógát és létesítették temetőjüket. A telket mindkettőhöz Jankovics Gyula adományozta. A zsinagógát 1872-ben szentelték fel, a rabbi Brassóból érkezett. 1870-ben nyílt meg az irgalmas nővérek itteni iskolája. A helyi gazdaság fő ágát az erdészet és a faipar adta. Ezen kívül ruhagyár és 1840-től sörfőzde működött a településen. A gazdaság növekedésével fejlődött a kereskedelem, a gyógyfürdőnek köszönhetően pedig a vendéglátás is. 1897-ben felavatták a Banova Jaruga - Daruvár – Barcs vasútvonalat. A városi fejlődés csalhatatlan jelei voltak az újonnan épített reprezentatív épületek: A Terasa étterem, a Švicarska vila, a Vila Arcadia és a gyógyfürdő új központi, nagy kupolás épülete, mely a város egyik szimbóluma lett. 1910-ben 2644 lakosából 990 horvát, 559 magyar, 406 német és 188 szerb volt. A trianoni békeszerződésig Pozsega vármegye Daruvári járásának székhelye volt.

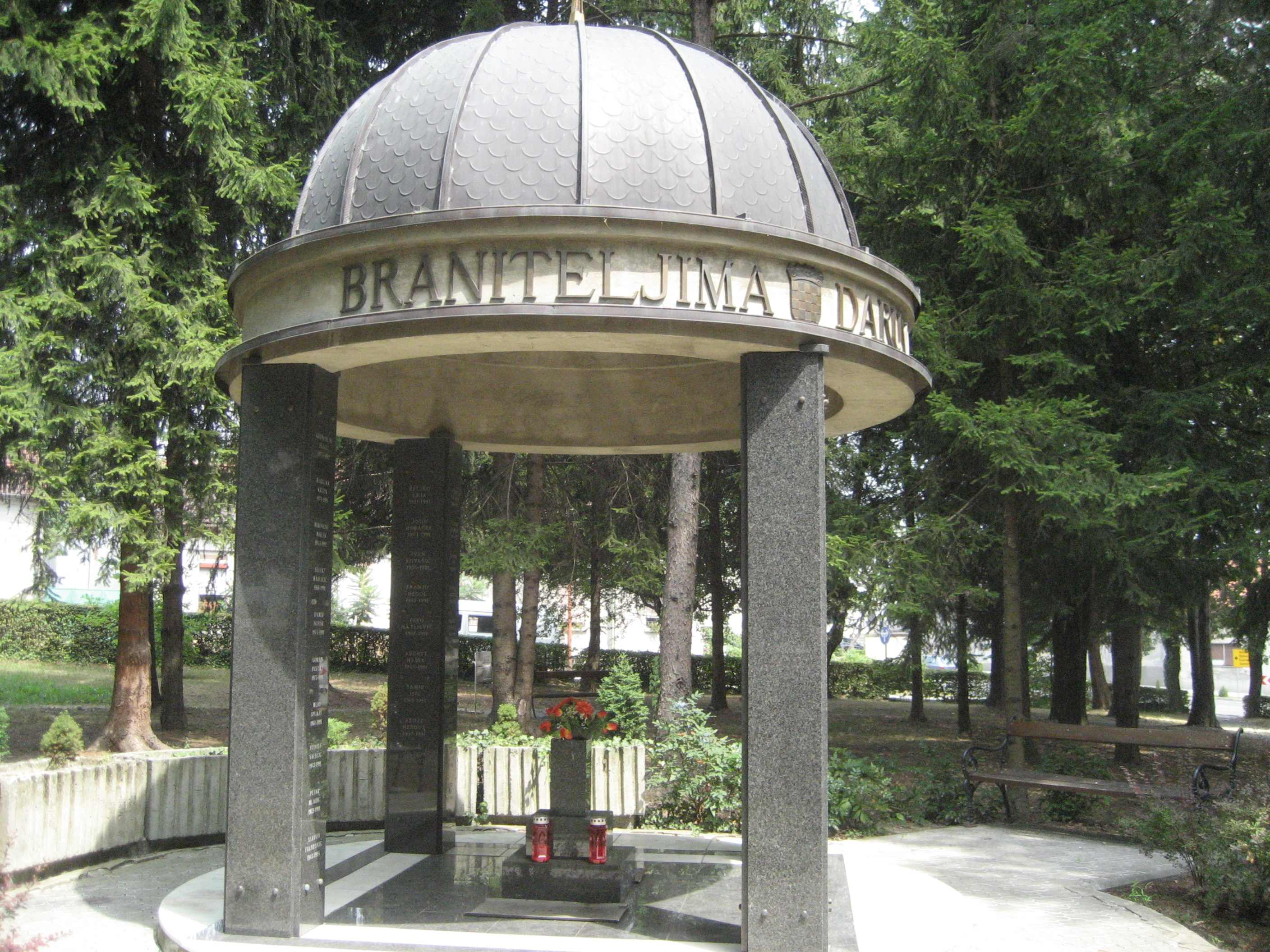
Daruvár védőinek emlékműve

A délszláv háború 1991. július 19-én kezdődött Daruváron, amikor Szircs felől behatoló fegyveresek megtámadták a különleges rendőri erőket, majd másnap a Janković-park közelében három rendőrt meggyilkoltak. A város elleni általános támadásra augusztus 19-re virradó éjjel került sor, amikor lázadó szerb rendőrök a szerb szabadcsapatokkal gyalogsági és aknatámadást intéztek az autóbusz-állomás, a vasútállomás és a városi piac térségében azzal a szándékkal, hogy a rendőrség épületét elfoglalják és kirabolják. (Közben folyt a szerb falvak lakosságának felfegyverzése.) A város különleges rendőri egységei ellenállást fejtettek ki. 20-án szerb aknatámadás érte a várost. A cseh nemzetiségű lakosság, mely az akkori népesség 30%-át tette ki a város védőihez, míg a szerb lakosok többsége a támadókhoz csatlakozott. A támadás harmadik napján Damir Barbarić vezetésével megérkeztek a szentgyörgyvári és kaproncai rendőri egységek, melyekkel a védelem lényegesen megerősödött. A harcok során a városra több száz gránát, rakéta és bomba hullott. A szerbek a város keleti részét és a Vezmarova kula városrész tágabb térségét tudták elfoglalni, de szeptember 29-én a horvát erők ezeket a részeket is felszabadították. Az élet normális működését 1991 végére sikerült helyreállítani.
2001-ben a hozzátartozó településekkel együtt 13 243, magának Daruvárnak 9811 lakosa volt. A település a horvátországi csehek kulturális központja, 2011-ben a város lakosságának 21%-a vallotta magát cseh nemzetiségűnek.
A 2011-es népszámlálás alapján 114 fős magyar kisebbség lakja, ami nagyjából a város 1%-át jelenti.

## Lakossága
| Lakosság változása | Lakosság változása | Lakosság változása | Lakosság változása | Lakosság változása | Lakosság változása | Lakosság változása | Lakosság változása | Lakosság változása | Lakosság változása | Lakosság változása | Lakosság változása | Lakosság változása | Lakosság változása | Lakosság változása | Lakosság változása |
| ------------------ | ------------------ | ------------------ | ------------------ | ------------------ | ------------------ | ------------------ | ------------------ | ------------------ | ------------------ | ------------------ | ------------------ | ------------------ | ------------------ | ------------------ | ------------------ |
| 1857               | 1869               | 1880               | 1890               | 1900               | 1910               | 1921               | 1931               | 1948               | 1953               | 1961               | 1971               | 1981               | 1991               | 2001               | 2011               |
| 616                | 1.101              | 1.283              | 1.663              | 1.846              | 2.644              | 2.761              | 3.460              | 4.812              | 5.117              | 6.139              | 8.097              | 9.193              | 9.748              | 9.815              | 8.567              |

## Nevezetességei

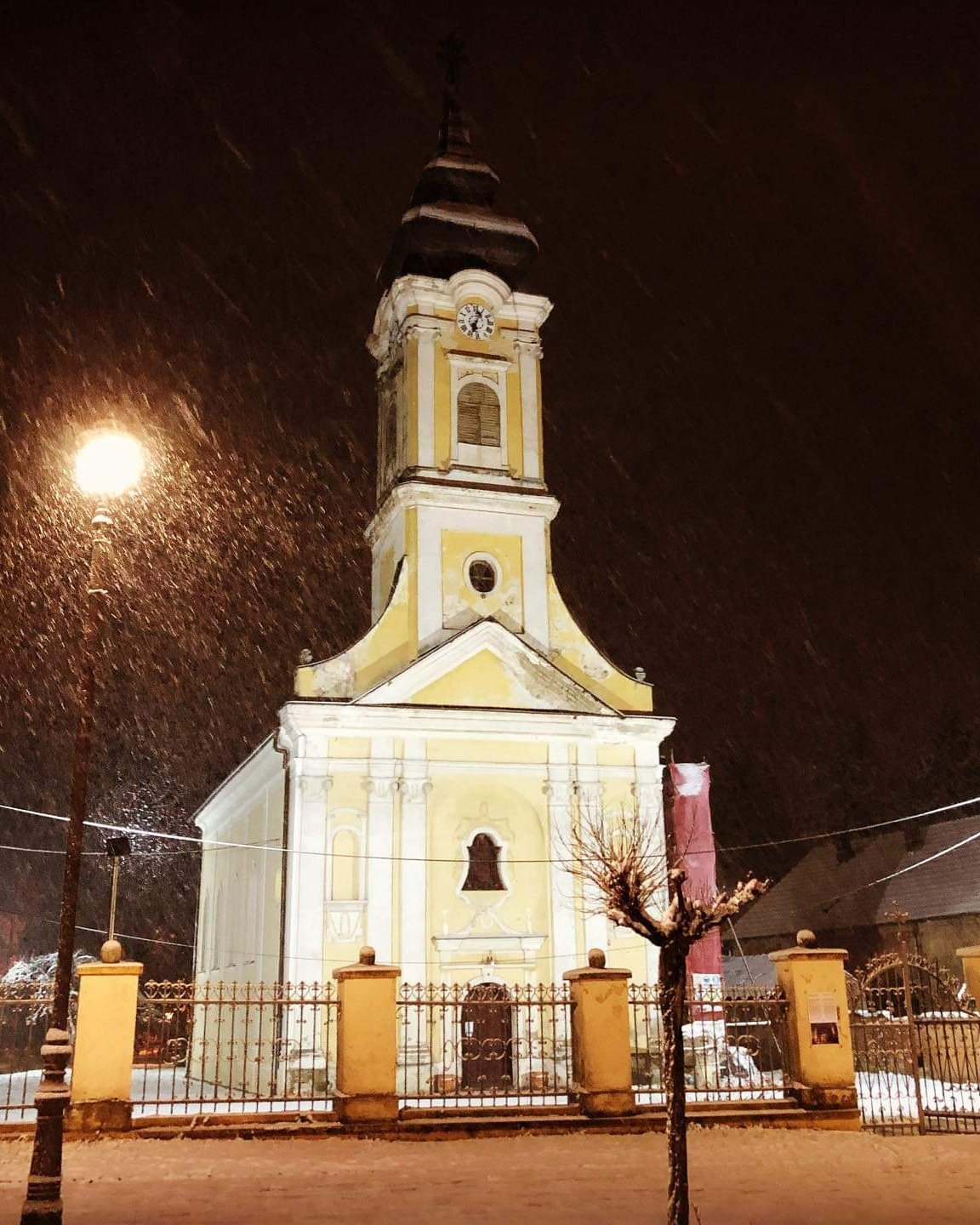
A pravoszláv templom.

- A barokk Jankovics-kastélyt[6] 1771 és 1777 között építette gróf Jankovics Antal. A bécsi építész tervei szerint épített 60 szobás épület ma is a város egyik fő nevezetessége. A kastéllyal párhuzamosan került kialakításra az azt övező szép park is. U-alaprajzú emeletes épület, szélessége 57, hosszúsága 38 méter, a két szimmetrikus oldalszárny négyszög alakú belső udvart zár közre. A főhomlokzat délre néz. Központi helyisége az emeleti nagyszalon, melyről a főhomlokzat oldalán nagyméretű terasz nyílik. A kastélyt 1868 és 1870 között Koenig bécsi építész tervei szerint bővítették. Ekkor teljesen új berendezést is kapott. Sajnos mára ez a berendezés nem maradt fenn, csak az 1896-ban készített fényképekről alkothatunk képet róla. A kastély déli bejárata előtt két páfrányfenyő áll. Közülük az egyik példány terebélyes lombkoronájával, hét méter vastag törzsével védett botanikai ritkaság. Az ország legnagyobb és legrégibb ilyen példánya, de Európában is a második helyet foglalja el.
- A városközpontban található Julijev park az egyik legrégibb gyógyhelyi díszkert a kontinentális Horvátországban. Ma mintegy hatvanféle különböző növényfaj található benne. Kialakítása alapvetően barokk, de megtalálható benne historizáló elemek és az angol stílus jegyei is. A parkban találhatók az itteni gyógyvíz kiépített forrásai, melyek épületei a 18. és a 19. századból valók. A parkban álló „Gola Maja” című nőalakos szökőkút Antun Augustinić munkája 1927-ből. A női meddőség gyógyítását szimbolizálja. Tőle keletre terül el a 20 hektáros Rimska šuma, azaz római erdő gazdag növény és állatvilágával. Kiépített sétautak vezetnek a Júlia-forráshoz (erről a hagyomány azt tartja, hogy aki iszik belőle szerelmes lesz), a zsidó temetőhöz és a fasiszta terror áldozatainak emlékművéhez.
- A barokk Szentháromság plébániatemplom[7] 1764-ben épült. Harangtornyát később építették hozzá. Különleges formája miatt a század több utazója megemlékezik róla. A 19. században a hívek számának növekedésével szükségessé vált a befogadóképesség növelése. Ennek megtervezésével az ismert építészt, Herman Bollét bízták meg. Az oltár, mely egykor a templom közepén állt átkerült a mai helyére és két új mellékoltár is épült. Megépült a kórust tartó hét oszlop, a kupola és a két oldalsó torony. 1892-ben megépítették a nagy harangtornyot, ahova az északi kisebb toronyból került át a harang. 1912-ben az eredeti helyére tették vissza a templom melletti felújított keresztet. 1923-ban újabb felújítási munkák kezdődtek a templomban. 1925-ben építették be a Venceslav Holub pozsegai mester által készített hat regiszteres új orgonát. A templomot 1999-ben teljesen megújították.
- Az Első Ökumenikus Zsinat Szentséges Atyja tiszteletére szentelt ortodox parochiális templom[8] 18. századi eredetű. A mai templom előtt a régi Gornji Podborjén, a mai Dolnajin állt egy Szent Illés fatemplom. Toplicán a Gornji Podborje alatti településen egy szintén fából épített Szent Nedelja templom volt, melynek a helyén 1753-ban új, falazott templomot építettek. Mivel idővel ez is kicsinek bizonyult 1870-ben jelentősen bővítették.
- A református templomot[9] 1880 és 1885 között építették a Daruvárra települt magyarok, akik főként Somogy vármegyéből, Kaposvár környékéről érkeztek. A helyi református egyházat 1891-ben alapították. A templom nyugati tájolású, egyhajós épület. Hosszúsága 15, magassága 8 méter. Az utcai homlokzat felett áll a mintegy 20 méter magas harangtorony. Mivel a hívek főként magyarok voltak, a szocializmus idejében nagyrészt szétszóródtak. Sokáig rossz állapotban állt, de nemrég felújításáról döntöttek.
- A pravoszláv Szent Krisztina temetőkápolnát 1914-ben építették a Donji Daruvári városrészen Isidor Dobrović adományából.
- Védett kulturális emlék a Villa Gross,[10] mely a két háború közötti időszakban épült. Építtetője a daruvári vállalkozó, Samuel Gross és felesége, Roza volt. Feltételezhetően a daruvári neves építész Veltruski tervezte. Ma a Cseh Kulturális Szövetség székházaként szolgál. Az épület sajátos keveréke az extrém eklektikának, a szecessziónak és art deco stílusnak. Egy polgári házhoz igazított méretekkel rendelkező kastélyra emlékeztet, de a központi szalon koncepcióját, belső kialakítását és mindenekelőtt a manzárdtetőt a közeli Jankovics-kastély hatására építették. A csodálatos udvari homlokzaton megtalálható a diósszentpáli kastély hatása. A stílusok és időszakok ilyen keverési módját a megrendelő kívánságai magyarázhatják, amit szerencsére az építész harmonikus és lenyűgöző módon teljesített. A Villa Gross fontos példája a 20. századi helyi polgári építészetnek.
- Daruvár környéke híres bortermővidék, ahol minden évben megrendezik a hagyományos borünnepeket. Az események januárban Szent Vince napján, a szőlő megszentelésének hagyományos ünnepén kezdődnek. Ez egyben a borászai év megnyitása, a szőlészeti munkák kezdete. Június elején tartják a Vinodart, a bortermelők nemzetközi kiállítását és vásárát. A következő ünnep Szent Márton napja a Martinje, amikor dalokkal és táncokkal kísérve áldják meg a mustot és az újbort.
- Daruvár multikulturális városként a horvátországi csehek központja, ahol minden évben megrendezik a Cseh kultúra napjait és minden második évben a Dožinky – Žetvene ünnepet. Ez a termés sikeres betakarításának ünnepe, mely a cseh kisebbség kulturális, művelődési és közösségi életének fő eseménye.
- A város területén ókori régészeti lelőhely található, és egy római településből és az „Aquae Balissae” fürdőből állt. Az eddigi leletek alapján meghatározható leletei az 1. és az 5. század közötti időre datálhatók. Meghatározták a sáncok, Silvanus templomának, decumanusának, fürdőinek helyzetét és a fórumot is Iuppiter templomával. A legjelentősebb leletek a Jupiter- és Silvanus-oltárok, egy császár bronz lovas szobra, egy serleg, sírkövek és három császári felirat Commodus, valamint III. Gordianus és felesége, Tranquilline nevével.[11]

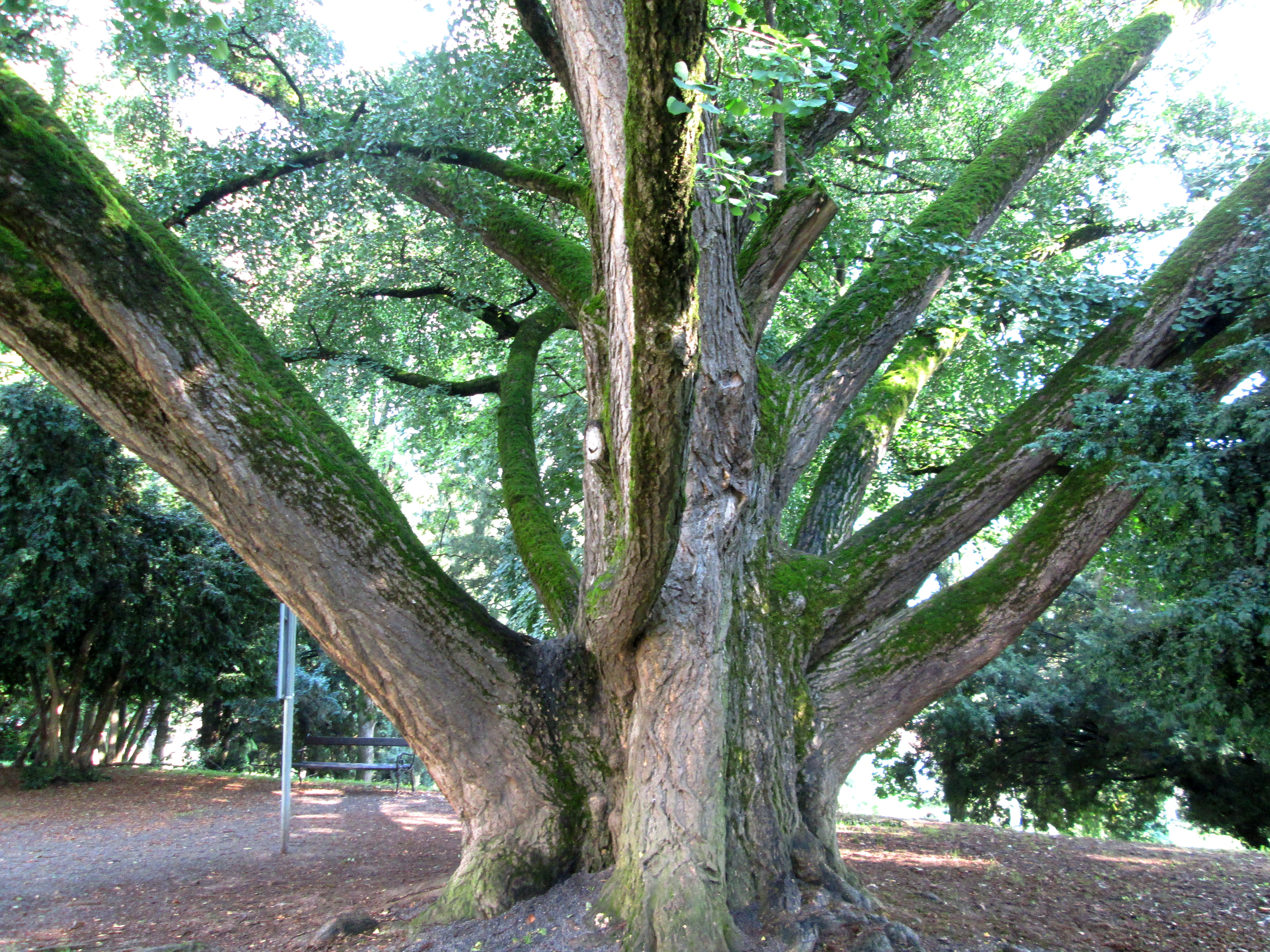
Óriás páfrányfenyő a Jankovics-kastély előtt

## Gazdaság
A város gazdasági fejlődése a németek 18. századi betelepítésével kezdődött. A várost övező településekre a 19. században jelentős számú cseh lakosság a költözött, akik szintén hozzájárultak a gazdasági fellendüléshez. 1998-ban Daruváron 116 gazdasági vállalkozást tartottak nyilván, melyek közül 12 nagy és középvállalat volt. Ehhez kell számítani még a mintegy 180 kézművest. A város gazdasági fejlődésének irányait a mezőgazdaság, a háztáji gazdaságok és az élelmiszeripar fejlesztésében jelölték meg. Fontos cél a turizmus fejlődési feltételeinek megteremtése is. Ennek alapját a gyógyvízforrások, a sportpályák, sétautak, parkok kiépítése képezi.
A ma működő legjelentősebb mezőgazdasági és élelmiszeripari vállalatok a következők:
A daruvári sörfőzdét 1840-ben alapította Izidor Janković. Itt régi cseh recept alapján folyt a sörfőzés. Ezt tükrözi a sör „Staročeško pivo” neve is. Ma az üzem évi 255 ezer hektoliter daruvári sörrel látja el a horvát kereskedelmet, mely 51 millió üveg félliteres sört jelent.

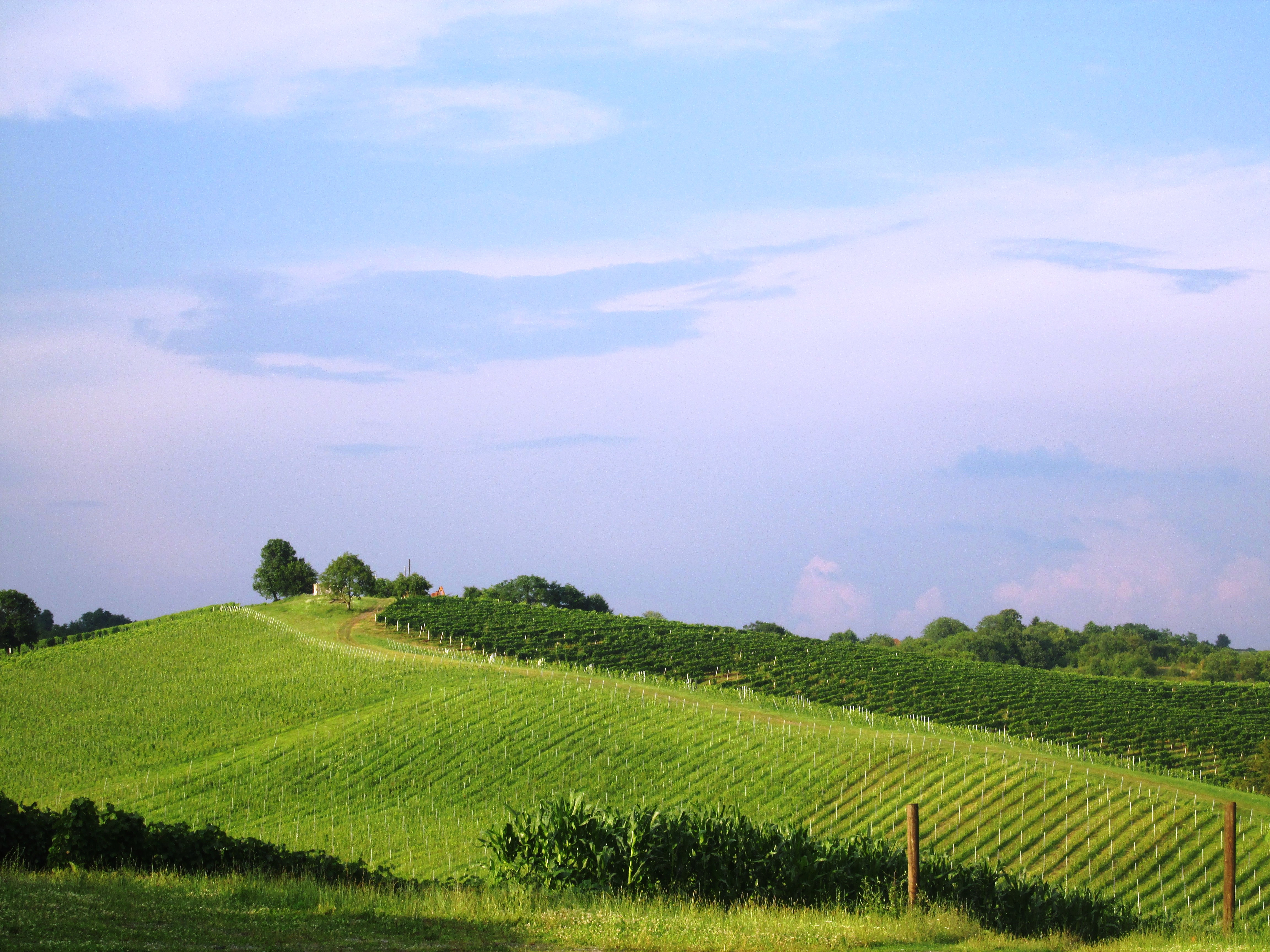
Daruvári szőlőültetvények.

Az „IRIDA” név az „Industrija ribe Daruvar” rövidítése. Az IRIDA egy halfeldolgozó üzem, melyet 1978-ban alapítottak és az első ilyen üzem az ország kontinentális részén. Kezdetben főként az édesvízi halak feldolgozásával foglalkozott. Mára már tengeri halakat is dolgoznak fel, fő tevékenysége az állati eredetű fagyasztott élelmiszerek halászati termékek feldolgozása, csomagolása és tárolása.
A Badel 1862 borászati cég minőségi borok előállításával foglalkozik. Mintegy 200 hektár saját tulajdonú és mintegy 80 hektár magántulajdonban levő földterületen gazdálkodnak. Legjobb minőségi boraik a Daruvarska graševina (rizling), fehér pinot, kék pinot, a fehér chardonnay, a fehér sauvignon és fehér rajnai rizling.
A Poljodar Tim d.o.o. hagyományos mezőgazdasági vállalat. Korszerű technológiával termel gabonaféléket, kukoricát, repceolajat, szóját és vetőmagokat.
A Majdak Promet d.o.o. – szarvasmarhatenyésztéssel és húsfeldolgozással foglalkozik.
A Biogal d.o.o. tejüzem
Az egyéb vállalatok közül említésre méltó még a Vesna textilüzem, mely már több mint 40 éve állít elő a hazai piacra felsőruházati termékeket. Mintegy 220 főt, főként nőket foglalkoztat.

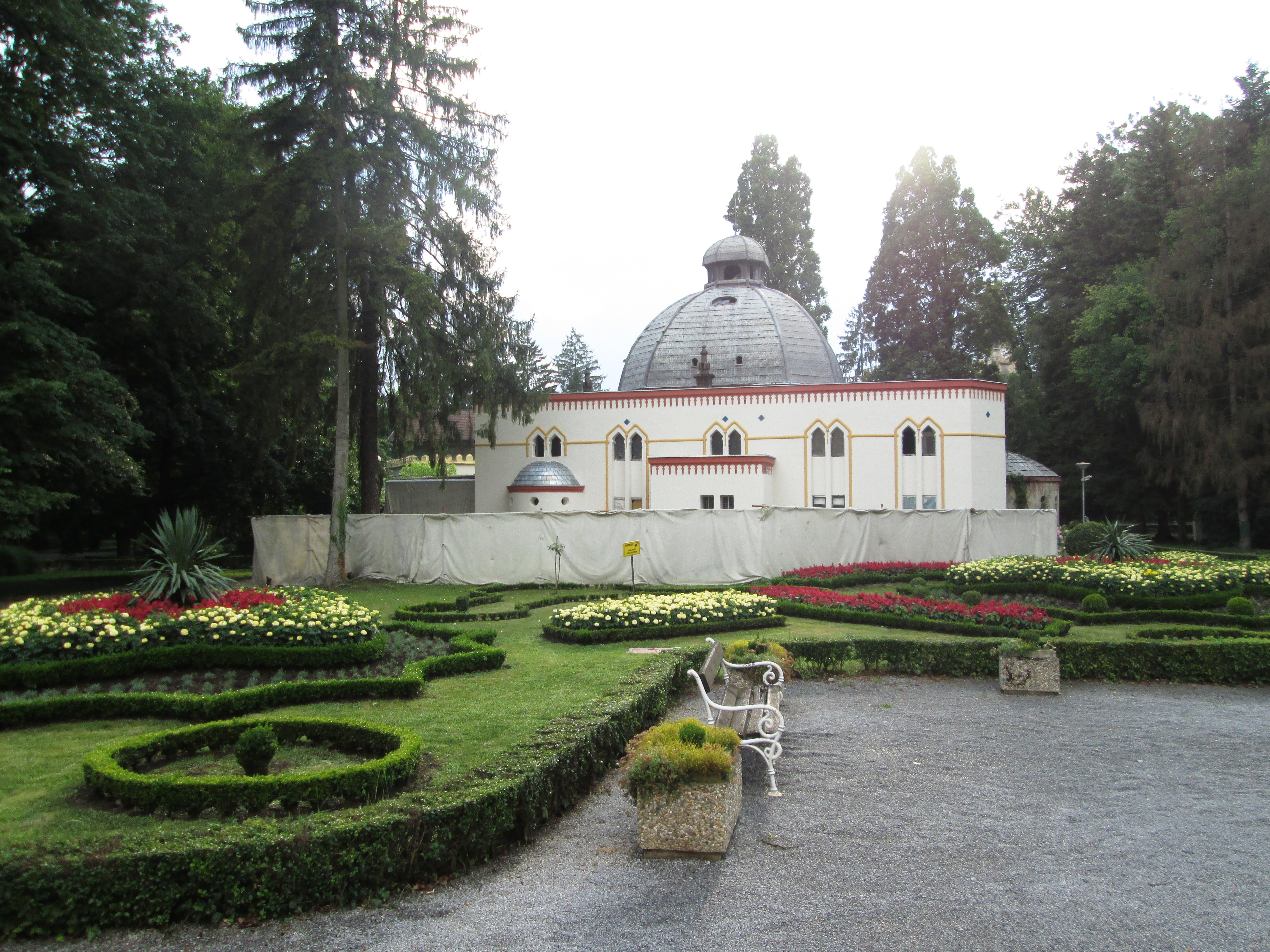
A daruvári fürdő épülete

## Turizmus
Az egészségturizmus és a minőségi vendéglátás fejlesztése az egyik legfontosabb célja a város vezetésének. Legfontosabb turisztikai létesítményei:
A Daruvári Gyógyfürdő a legjelentősebb turisztikai létesítmény a város területén. A fürdőhöz speciális kórház, a „Termal” szálloda és a „Terasa” étterem csatlakozik.
A városközponttól 300 méterre található az „Aquae Balissae” termálvízpark. A szűkebb városközpont, a Julijev park és a sport-rekreációs övezet alkotta háromszögben fekszik.
A Hotel „Mladimir” a város zöldövezetében fekvő háromcsillagos kis szálloda.
A Hotel "Balise" kicsi, de rendezett és felújított kétcsillagos szálloda a városközpontban.

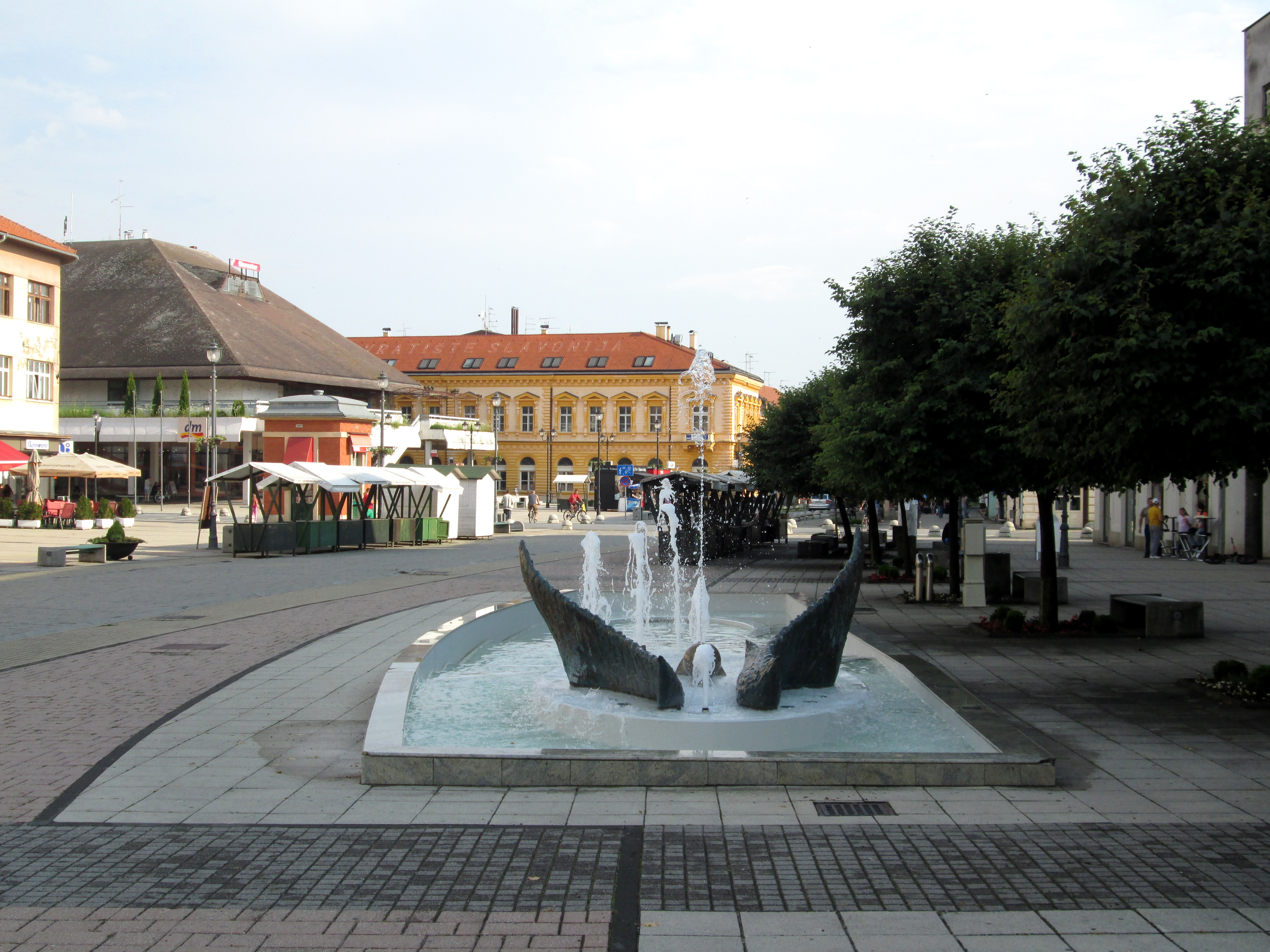
Szökőkút a belvárosban.

## Kultúra
A városban az első szervezett kulturális tevékenység az egyházhoz és az iskolához kapcsolódott. 1877-ben megalapították a Matica hrvatska helyi alapszervezetét, mely elősegítette a térség kulturális fejlődését. Ehhez nagyban hozzájárult a horvát iparosokat támogató „Zora” egyesület, melynek keretében folklór, zenész és tánccsoport is működött.
A csehek 1907-ben Donji Daruváron megalapították a Češka beseda egyesületet, mely színházi előadásokat, olvasóköröket szervezett. Az első világháború után tovább működött a Zora egyesület, melynek tevékenységéből kiemelkedett a tamburazenekar és a folklórcsoport. A tamburazenekarból fejlődött ki később a daruvári fúvószenekar is. 1922-ben kezdte meg működését a Hrvatska žena nőegylet, mely különös figyelmet fordított a nők műveltségi, erkölcsi, egészségügyi oktatására és a nőkérdésre. Daruváron működött a szerb „Prosvjeta” kulturális egyesület is, míg a csehek kulturális tevékenysége a „Jugoslavšti Čechoslovci” újság keretében nyilvánult meg. A két világháború között a kulturális élet tovább gazdagodott olyan katolikus szervezetekkel, mint a Mária kongregáció, a Jézus Szíve Társaság és a Szent Cecília énekkar.
A II. világháború után a kulturális élet csak nagyon lassan újult meg. 1946-ban nyílt meg a közkönyvtár. 1961-ben megnyílt a népfőiskola, melynek az idők folyamán változott a szervezeti felépítése. Keretében jött létre az autósiskola, a városi rádió, a könyvtár és a zeneiskola. 1999-től Népi nyílt tanintézet (POU) néven működik és irányítása alá tartozik a Horvát ház is. A POU kulturális tevékenysége keretében zenei, színházi és mozielőadásokat, koncerteket, előadásokat, amatőr fesztiválokat, kiállatásokat szervez. Oktató tevékenysége idegen nyelvi oktatás, informatikai képzés, szakképzések, tanfolyamok és hobbitevékenységek keretében valósul meg. Támogatja az amatőr kultúrcsoportokat és 1999-től vendéglátó szolgáltatásokat is nyújt. Széles tevékenységi köréhez tartozik kisebbségi kultúra támogatása.
A daruvári csehek kulturális életét a Češka beseda (korábban Čehoslovačka beseda) egyesület irányítja. Keretében működik a Frano Burian könyvtár, mely jelentős cseh nyelvű könyvállománnyal rendelkezik. A csehek két helyi folyóirattal rendelkeznek: Az egyik a hetente megjelenő „Jednota” a másik a gyermekek számára kiadott havi megjelenésű „Naš koutek” című lap. A daruvári lakosok számára 1945 után egy ideig saját újságot adtak ki. 1955-ben jelent meg a Vjesnik komuna című helyi lap, mely 1978-ig működtettek. A legfontosabb információkat a helyiek az 1968 óta sugárzó Radio Daruvarból nyerik.

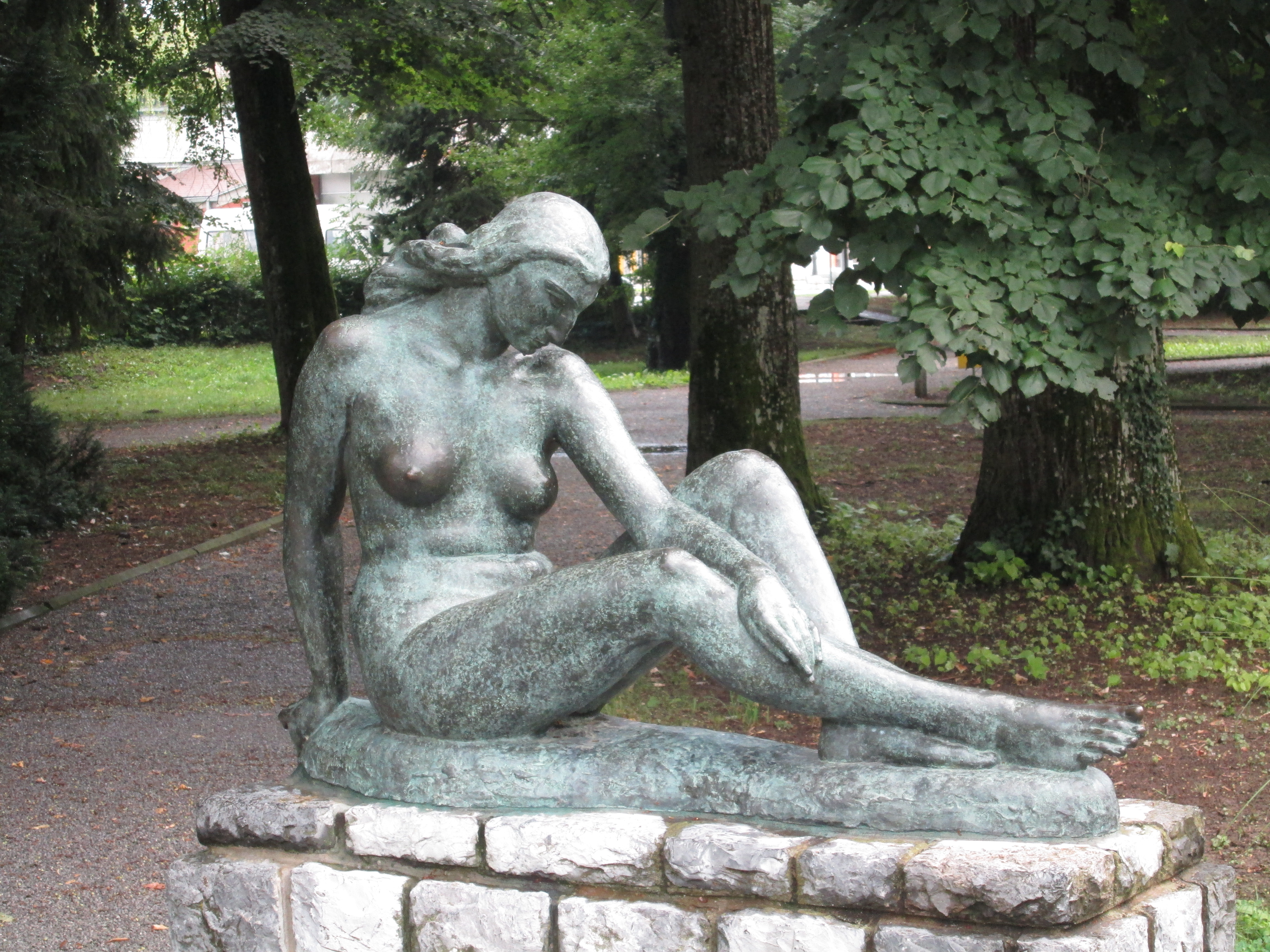
Gola Maja szobra

## Oktatás
A város első népiskolája 1856-ban nyílt meg, majd Jankovics Lajos gróf anyagi támogatásának köszönhetően 1866-ban megkezdte működését a leányiskola is. Daruvár időközben jelentős ipari és kereskedelmi központtá lett, ahol szükségessé vált szakmák oktatása és az általános műveltséghez szükséges elméleti oktatás. Ezért 1887-ben a népiskola keretei között megkezdődött a szakoktatás. Ez volt a város első középiskolája. 1915-ben lánynevelő szakiskola nyitotta meg kapuit. Az 1913-ban megnyitott felsőfokú népiskola az első világháború után gimnáziummá alakult át. 1920 és 1928 között a városban felsőfokú gimnázium működött. Mivel Daruvár már alapítása óta többnemzetiségű város volt 1904 és 1921 között magyar nyelvű (julián) iskola, 1922-től pedig cseh anyanyelvű elemi iskola működött. Az első világháború után csak két iskolaépület maradt, melyet az ifjúság nevelésére használhattak. Ezek egyikét azonban építtetője a Jankovics család a vincés nővéreknek adta. A másik épület a katolikus templommal szemben álló 1887-épített népiskola épülete volt, ma a városi kultúrközpont működik benne. Időlegesen hely hiányában az oktatás főként magánházakban folyt. A helyzet némileg javult amikor 1919-ben az egykori Jankovics-kastélyt iskolának rendezték be. 1928-ban miután a felsőfokú gimnázium megszűnt a helyén kereskedelmi iskolát nyitottak, mely kereskedelmi akadémiává alakult. Ma Daruváron három elemi iskola működik. A Vladimir Nazor iskola (két épületben), a cseh tannyelvű Jan Amos Komenský iskola és a Bruno Bjelinski zeneiskola. Három középiskola is van a városban: a szakképző iskola, a gimnázium és a daruvári középiskola.

## Fordítás
Ez a szócikk részben vagy egészben  a   Daruvar című horvát Wikipédia-szócikk ezen változatának fordításán alapul.  Az eredeti cikk szerkesztőit annak laptörténete sorolja fel. Ez a jelzés csupán a megfogalmazás eredetét és a szerzői jogokat jelzi, nem szolgál a cikkben szereplő információk forrásmegjelöléseként.